# Страх (кратки филм)
„Страх” је југословенски кратки филм из 1972. године. Режирао га је Радомир Шарановић а сценарио су написали Ратко Ђуровић, Радомир Шарановић и Милан Вучић.

## Улоге
| Глумац             | Улога |
| ------------------ | ----- |
| Војислав Голубовић |       |
| Богдан Јакуш       |       |
| Предраг Лаковић    |       |
| Мирјана Марић      |       |
| Владимир Поповић   |       |